# Aslán Masjádov
Aslán (Jalid) Alíyevich Masjádov (ruso: Аслан (Халид) Алиевич Масхадов) (21 de septiembre de 1951-8 de marzo de 2005) fue un político y militar checheno que fue el presidente de la República Chechena de Ichkeria, estado no reconocido establecido en Chechenia (Rusia) desde 1997 hasta su muerte en 2005.
A Masjádov se le atribuye en gran parte la victoria de los separatistas en la primera guerra chechena, que tuvo como consecuencia el establecimiento del gobierno independiente de facto de la República Chechena de Ichkeria. Masjádov fue nombrado presidente de la RCI en enero de 1997 con cierto respaldo por parte de Moscú. Al estallar la segunda guerra chechena regresó a liderar el movimiento guerrillero separatista en contra de la intervención militar federal en la región. Fue asesinado el 8 de marzo de 2005 por una unidad especial del FSB de Rusia en el pueblo de Tolstoy-Yurt, donde se escondía en un búnker subterráneo bajo la casa de uno de sus parientes lejanos. Durante el asalto, los rusos detonaron un artefacto explosivo, cuya onda expansiva destruyó la mitad del edificio. El asistente de Maskhadov, Vahid Murdashev, el sobrino de Maskhadov, Viskhan Khadzhimuratov, así como Skandarbek Yusupov e Ilyas Iriskhanov, fueron arrestados y condenados a diferentes penas de prisión.

## Biografía
Aslán Masjádov nació en 1951 en la entonces RSS de Kazajistán, en la pequeña villa de Shokái de la provincia de Karagandá, durante el exilio del pueblo checheno, cuya deportación fue ordenada en 1944 por Stalin. En 1957 él y su familia pudieron regresar a Chechenia.
Se alistó en el Ejército Soviético, estando destinado en la vecina RSS de Georgia. Se graduó de la Escuela de Artillería de Tiflis en 1972 y de la Academia Militar de Leningrado en 1981. Después de graduarse, fue enviado a Hungría como parte de un cuerpo de artillería estacionado en ese país. Hasta 1990, fungió como comandante de las fuerzas de cohetes y artillería del Ejército Rojo en Vilna, la capital de la hasta entonces RSS de Lituania. En 1992, se retiró de la vida militar y regresó a Chechenia.

## Primera guerra chechena
Después de la caída de la Unión Soviética, Masjádov se convirtió en Jefe del Estado Mayor del embrión del Ejército de la República Chechena de Ichkeria bajo la comandancia del antiguo general soviético Dzyojar Dudáyev. Fue la mayor figura militar en el lado checheno durante la Primera Guerra Chechena, y fue pieza clave para la victoria separatista chechena sobre las fuerzas rusas. Encabezó la delegación independentista en las conversaciones de paz con el Gobierno ruso, que condujeron a una tregua y al fin de la guerra.
El 17 de octubre de 1996, fue nombrado primer ministro de la República Chechena de Ichkeria ante el asesinato de Dudáyev por un misil lanzado por los rusos, y con el apoyo de éstos, que lo veían como el menos radical de los candidatos, compitió por la presidencia de la RCI en las elecciones frente a Shamil Basáyev, un comandante guerrillero con gran apoyo popular. Masjádov ganó por una amplia mayoría y fue felicitado por el entonces presidente ruso Borís Yeltsin, que esperaba reconstruir con él las relaciones ruso-chechenas pero que se negaba a cualquier reconocimiento de independencia. Masjádov llegó a la cumbre de su carrera política al firmar el tratado de paz con Yeltsin en el Kremlin el 12 de mayo de 1997.
Sin embargo, después de este hecho, la estrella política de Masjádov comenzó a declinar, al ir perdiendo el control de la política chechena en manos de Basáyev y otros guerrilleros fundamentalistas. Los años de la virtual independencia de facto de la República Chechena de Ichkeria fueron notorios por los secuestros, el terrorismo y el crimen organizado. El propio Masjádov fue blanco de varios intentos de asesinato por parte de Basáyev y sus aliados. En agosto de 1997, Masjádov introdujo la ley islámica (sharia) en la legislación chechena, iniciando numerosas ejecuciones públicas. La sharia establece que los ejecutados deben ser inmediatamente sepultados, sin embargo, Masjádov ordenó que los cadáveres de los ejecutados fueran expuestos como medida de escarmiento para los criminales. No tuvo éxito en detener el crecimiento del wahhabismo y de otros grupos islámicos radicales que apoyaban a Basáyev, produciendo un cisma en el movimiento separatista checheno entre musulmanes fundamentalistas y nacionalistas seculares.

## Segunda guerra chechena y caída
El atentado llevado a cabo por las fuerzas de Basáyev para extender la guerra a la vecina Daguestán en septiembre de 1999, fue considerado como la pérdida de control por parte de Masjádov de numerosos fundamentalistas islámicos que pretendían desestabilizar el resto del Cáucaso, así como también fue el final de la tolerancia rusa a la independencia de facto de Chechenia. El entonces primer ministro ruso, Vladímir Putin, envió a las fuerzas rusas de vuelta a Chechenia en octubre de 1999. El triunfo ruso en la segunda guerra chechena impulsó a Putin hacia la presidencia de Rusia.
Después de que las fuerzas chechenas fueran expulsadas de Grozni, Masjádov volvió a su vida de líder guerrillero, convirtiéndose en el segundo hombre más buscado de Rusia después de Shamil Basáyev, siendo ofrecidos 10 millones de dólares estadounidenses por su captura. Siempre fue visto como el líder político de las fuerzas separatistas chechenas, pero su participación militar nunca ha estado clara. Masjádov llamaba a la resistencia armada a la ocupación rusa, sin embargo, condenaba los ataques a objetivos civiles. Con todo, aprobó el atentado terrorista que en 2004 acabó con la vida del muftí Ajmat Kadýrov, presidente de la República de Chechenia y leal a Moscú.
Siempre negó cualquier responsabilidad en los brutales atentados terroristas llevados a cabo por seguidores de Basáyev en contra de civiles rusos después de la segunda guerra chechena. Masjádov denunció continuamente estos actos a través de sus portavoces, y aunque algunos líderes occidentales consideraron estas condenas como sinceras, para las autoridades rusas Masjádov y Basáyev siempre estuvieron coludidos para la realización de los atentados terroristas. Los líderes occidentales no tuvieron demasiadas reacciones a su muerte, en contraste con la del líder palestino Yasser Arafat.

## Muerte
El 8 de marzo de 2005, el jefe del Servicio Federal de Seguridad (FSB), Nikolái Pátrushev, anunció que sus hombres "llevaron a cabo un operativo en el asentamiento de Tolstói-Yurt, teniendo como resultado que el terrorista internacional y líder de grupos armados Masjádov fue abatido y sus más cercanos compañeros de armas, detenidos". La unidad especial de operaciones buscaba detener a Masjádov con vida para ser interrogado, sin embargo, fue abatido de manera accidental con una granada utilizada para ingresar al búnker en el que se refugiaba.
Un cuerpo mostrado en la televisión rusa tenía gran parecido con Masjádov. Ajmed Zakáyev, uno de sus más cercanos aliados y que fungió como su portavoz y Ministro de Exteriores, declaró a una radio rusa que era muy probable que Masjádov verdaderamente hubiera muerto y que un nuevo líder checheno sería electo en los próximos días.
Sin embargo, la muerte de Masjádov continúa poco clara. Varios medios de comunicación rusos reportaron que Masjádov habría sido asesinado accidentalmente por sus propios guardaespaldas en medio del pánico del fuego cruzado al darse el asalto de las fuerzas rusas. Otra versión señala que Masjádov podría haber sido asesinado por fuerzas de Ramzán Kadýrov, el presidente de la República de Chechenia (leal a Moscú). Kadýrov lo habría hecho como venganza al asesinado de su padre, Ajmad Kadýrov, pero no aceptó públicamente la autoría por miedo a continuar con un círculo de venganzas. 
Cuatro chechenos llamados Vajit Murdáshev, Visján Hadzhimurádov, Skanarbek Yusúpov e Iliás Irisjánov fueron capturados en el operativo especial de las fuerzas rusas. Desde el 10 de octubre de 2005, su caso se encuentra en la Corte Suprema de Chechenia.